# ژانویه ۱۹۹۸ طوفان یخ آمریکای شمالی
ژانویه ۱۹۹۸ طوفان یخ آمریکای شمالی (انگلیسی: January 1998 North American ice storm) ترکیبی عظیم از پنج طوفان یخ پیاپی کوچکتر در ژانویه ۱۹۹۸ بود که به زمینی نسبتاً باریک از انتاریوی شرقی تا جنوب استان کبک، نیوبرانزویک و نوا اسکوشیا در کانادا برخورد کرد و مناطق هم‌مرز از شمال نیویورک تا مرکز مین (ایالت) در ایالات متحده. خسارات گسترده‌ای به درختان و زیرساخت‌های الکتریکی در سراسر منطقه وارد کرد که منجر به قطعی برق طولانی مدت شد.